# Le Bois-Plage-en-Ré
Le Bois-Plage-en-Ré – miejscowość i gmina we Francji, w regionie Nowa Akwitania, w departamencie Charente-Maritime.
Według danych na rok 1990 gminę zamieszkiwały 2014 osoby, a gęstość zaludnienia wynosiła 165 osób/km² (wśród 1467 gmin regionu Poitou-Charentes Le Bois-Plage-en-Ré plasuje się na 141. miejscu pod względem liczby ludności, natomiast pod względem powierzchni na miejscu 716.).